# Emmanuelle Riva
Emmanuelle Riva, właśc. Paulette Germaine Riva (ur. 24 lutego 1927 w Cheniménil, zm. 27 stycznia 2017 w Paryżu) – francuska aktorka filmowa i teatralna. 
W 2013 w wieku 86 lat otrzymała pierwszą i jedyną w swej karierze nominację do Oscara za pierwszoplanową rolę w filmie Miłość (2012) austriackiego reżysera Michaela Hanekego. Tym samym przeszła do historii jako najstarsza aktorka nominowana do tej nagrody w kategorii Najlepsza aktorka pierwszoplanowa. Rola w filmie przyniosła jej także Cezara oraz nagrodę BAFTA. Nominację do nagrody BAFTA otrzymała również za rolę w filmie Hiroszima, moja miłość (1959) Alaina Resnais. W 1962 otrzymała Puchar Volpiego dla najlepszej aktorki na 23. MFF w Wenecji za film Thérèse Desqueyroux.

## Życiorys
Urodziła się jako Paulette Germaine Riva. Dorastała w Remiremont. Była jedynym dzieckiem Jeanne i Alfreda Riva. Jej ojciec był Włochem. Mimo sprzeciwu rodziny Emmanuelle w wieku 26 lat przeniosła się do Paryża, aby rozpocząć karierę aktorki. Wcześniej pracowała jako krawcowa. Po wielkim sukcesie filmu Hiroszima, moja miłość, Riva była zasypywana ofertami ról, jednak wszystkie odrzucała, nie będąc zainteresowana kinem komercyjnym. Nigdy nie chciała też, jak sama stwierdzała, zostać gwiazdą, a jedynie robić to, co kocha. Grała między innymi u takich reżyserów, jak Jean-Pierre Melville czy Krzysztof Kieślowski. W ciągu całej kariery zdobyła wiele prestiżowych nagród. Film Miłość Michaela Henekego przyniósł jej uznanie krytyków na całym świecie. Jest uważana za jedną z ikon francuskiej Nowej Fali. Do późnej starości występowała w teatrze. Była także poetką. Nigdy nie wyszła za mąż. Jej wieloletni partner zmarł w 1999 roku.

## Wybrana filmografia
- Hiroszima, moja miłość (1959) jako Ona (Elle)
- Kapo (1959) jako Terese
- Ksiądz Leon Morin (1961) jako Barny
- Niezwykła podróż Baltazara Kobera (1988) jako matka
- Pożegnalny list (1991) jako pani Malka, matka Davida
- Trzy kolory. Niebieski (1993) jako pani Vignon, matka Julie
- XXL (1997) jako Sonia Stern
- Salon piękności Venus (1999) jako ciotka Lyda
- Mocne alibi (2008) jako Geneviève Herbin
- Człowiek i jego pies (2009) jako kobieta w kościele
- Miłość (2012) jako Anne Laurent
- Paryż na bosaka (2016) jako Martha